# Jan Phaf
Jan Phaf (Utrecht, 23 februari 1877 – Vught, 11 juli 1952) was een Nederlands politicus.
Hij werd geboren als zoon van Coenraad Phaf (1834-1900) en Geertruida de Vries (1833-1914). Hij was gemeenteraadslid en later wethouder te Boxtel voor hij in 1924 benoemd werd tot burgemeester van Aarle-Rixtel. In 1929 volgde zijn benoeming tot burgemeester van Gemert. In mei 1942 ging Phaf daar met pensioen waarna die gemeente een NSB-burgemeester kreeg. Na de bevrijding keerde Phaf nog terug als waarnemend burgemeester van Gemert. Midden 1952 overleed hij op 75-jarige leeftijd.